# 川合町 (瀬戸市)
川合町（かわいちょう）は、愛知県瀬戸市祖母懐連区の町名。丁番を持たない単独町名である。

## 地理
- 瀬戸市の中央部に位置する[8]。西を宝ケ丘町・萩殿町・春雨町、北を一里塚町・中山町・東町、東を太子町・南を塩草町・若宮町と隣接している[8]。
- 丘陵地[8]。

### 河川
- 一里塚川（瀬戸川支流） ： 町の北西部を西流している。
- 春雨川（一里塚川支流） ： 町の南西部の春雨墓苑付近を源流にして、町の西部を北流している。

- 一里塚川（川合町内）
- 春雨川（川合町内）

### 学区
市立小・中学校に通う場合、学区は以下の通りとなる。また、公立高等学校に通う場合の学区は以下の通りとなる。
| 番・番地等 | 小学校                 | 中学校                 | 高等学校 |
| ---------- | ---------------------- | ---------------------- | -------- |
| 全域       | 瀬戸市立にじの丘小学校 | 瀬戸市立にじの丘中学校 | 尾張学区 |

## 歴史

### 町名の由来
かつてこの地には、一里塚川など三本の小川が合流するところから川合町と名付けられたとされる。

### 沿革
- 1942年（昭和17年）1月9日 - 瀬戸市大字瀬戸字一里塚の一部により、同市川合町として成立[2]。

## 世帯数と人口
2024年（令和6年）1月1日現在の世帯数と人口は以下の通りである。
| 町丁   | 世帯数 | 人口 |
| ------ | ------ | ---- |
| 川合町 | 41世帯 | 69人 |

### 人口の変遷
国勢調査による人口の推移
| 1995年（平成7年）  | 141人 | [ 12 ] |  |
| 2000年（平成12年） | 111人 | [ 13 ] |  |
| 2005年（平成17年） | 87人  | [ 14 ] |  |
| 2010年（平成22年） | 69人  | [ 15 ] |  |
| 2015年（平成27年） | 56人  | [ 16 ] |  |
| 2020年（令和2年）  | 55人  | [ 17 ] |  |

### 世帯数の変遷
国勢調査による世帯数の推移。
| 1995年（平成7年）  | 51世帯 | [ 12 ] |  |
| 2000年（平成12年） | 39世帯 | [ 13 ] |  |
| 2005年（平成17年） | 33世帯 | [ 14 ] |  |
| 2010年（平成22年） | 32世帯 | [ 15 ] |  |
| 2015年（平成27年） | 29世帯 | [ 16 ] |  |
| 2020年（令和2年）  | 30世帯 | [ 17 ] |  |

## 交通

### 鉄道
町内に鉄道は走っていない。最寄り駅は名鉄瀬戸線尾張瀬戸駅になる。

### バス
名鉄バス「東山線」
- 【11】【12】瀬戸駅前 - 一里塚 - 赤津 系統 ： はるさめ台バス停（赤津方面乗り場）

※2021年（令和3年）3月31日まで、バス路線は県道に沿って東進しており、町の東部に塩草町バス停が存在していた。
- はるさめ台バス停
- 塩草町バス停跡[注釈 1]

### 道路
愛知県道33号瀬戸設楽線 ： 新道と旧道があり、新道は町の北部を東西に貫くように走っている。旧道は町の北東端をかすめるように走っている。
- 愛知県道33号標識（川合町内・旧道）

## 施設
- 春雨墓苑[8] ： 都市計画墓園として1957年（昭和32年）から整備を進め、1989年（平成元年）度までに3,256区画が使用されている[19][注釈 2]。

- 春雨墓苑

## その他

### 日本郵便
- 郵便番号 : 489-0894[6]（集配局：瀬戸郵便局[20]）。